# Colonial Cup (Rugby League)
La Colonial Cup es un torneo de rugby disputado entre las selecciones de Canadá y la de Estados Unidos.
Su primera edición fue en 2010, siendo su primer campeón Estados Unidos
Al 2017, Estados Unidos ha ganado el trofeo en 6 ocasiones y Canadá en las 2 restantes.
Desde 2016 se pone en juego en el Americas Rugby League Championship.
En la edición 2017, Estados Unidos retiene el campeonato al vencer 36 a 18 a Canadá de visitante en Ontario.

## Ediciones
| Edición | Año  | Ganador        |
| ------- | ---- | -------------- |
| I       | 2010 | Estados Unidos |
| II      | 2011 | Estados Unidos |
| III     | 2012 | Estados Unidos |
| IV      | 2013 | Estados Unidos |
| V       | 2014 | Canadá         |
| VI      | 2015 | Canadá         |
| VII     | 2016 | Estados Unidos |
| VIII    | 2017 | Estados Unidos |